# PhpGroupWare
phpGroupWare ist eine Mehrbenutzer-Groupware zur Verbesserung der Zusammenarbeit von Projektteams. Das als freie Software vertriebene System stellt unter anderem Funktionen zum Austausch von Informationen innerhalb von Unternehmen oder Organisationen zur Verfügung.
phpGroupWare umfasst einige Basis-Anwendungen, mit deren Unterstützung Projektmitglieder kommunizieren sowie Termine planen und verwalten können. Da phpGroupWare webbasiert ist, wird für die Benutzung ein Webbrowser benötigt. Somit ist, ein Internetanschluss vorausgesetzt, auch eine weltweit verteilte Zusammenarbeit möglich.
Das System ist durch Einbinden weiterer Module erweiterbar und bietet zusätzlich eine Programmierschnittstelle (API) für Eigenentwicklung von Erweiterungen an. Das Projekt wurde mit Hilfe der Skriptsprache PHP realisiert, welche für die Datenhaltung auf eine MySQL- oder PostgreSQL-Datenbank zurückgreift.
Folgende Basisanwendungen sind enthalten:
- E-Mail (ein Mailserver vorausgesetzt)
- Kalender
- Adressbuch
- Bookmarks
- Chat
- Forum
- Notizen
- Aufgaben
- Projektmanagement
- Helpdesk / Trouble Ticket System

Im Jahr 2003 spalteten einige Entwickler das Projekt und entwickelten es unter dem Namen EGroupware (als solches nun proprietär aufgelegt) weiter.
Das System kann (mit Einschränkungen) durchaus als Alternative zu Microsoft Exchange Server oder Lotus Notes gesehen werden. Während die beiden kommerziellen Softwarepakete allerdings eine Mailserversoftware mitliefern, ist PHPGroupware auf einen vorhandenen Mailserver (sendmail oder ähnliches) angewiesen, um alle Leistungsmerkmale bieten zu können.